# Bronnyzja
Bronnyzja (ukrainisch Бронниця; russisch Бронница Bronniza, polnisch Bronica, rumänisch Bronnîțea) ist ein Dorf im Südwesten der ukrainischen Oblast Winnyzja mit etwa 1200 Einwohnern (2001).

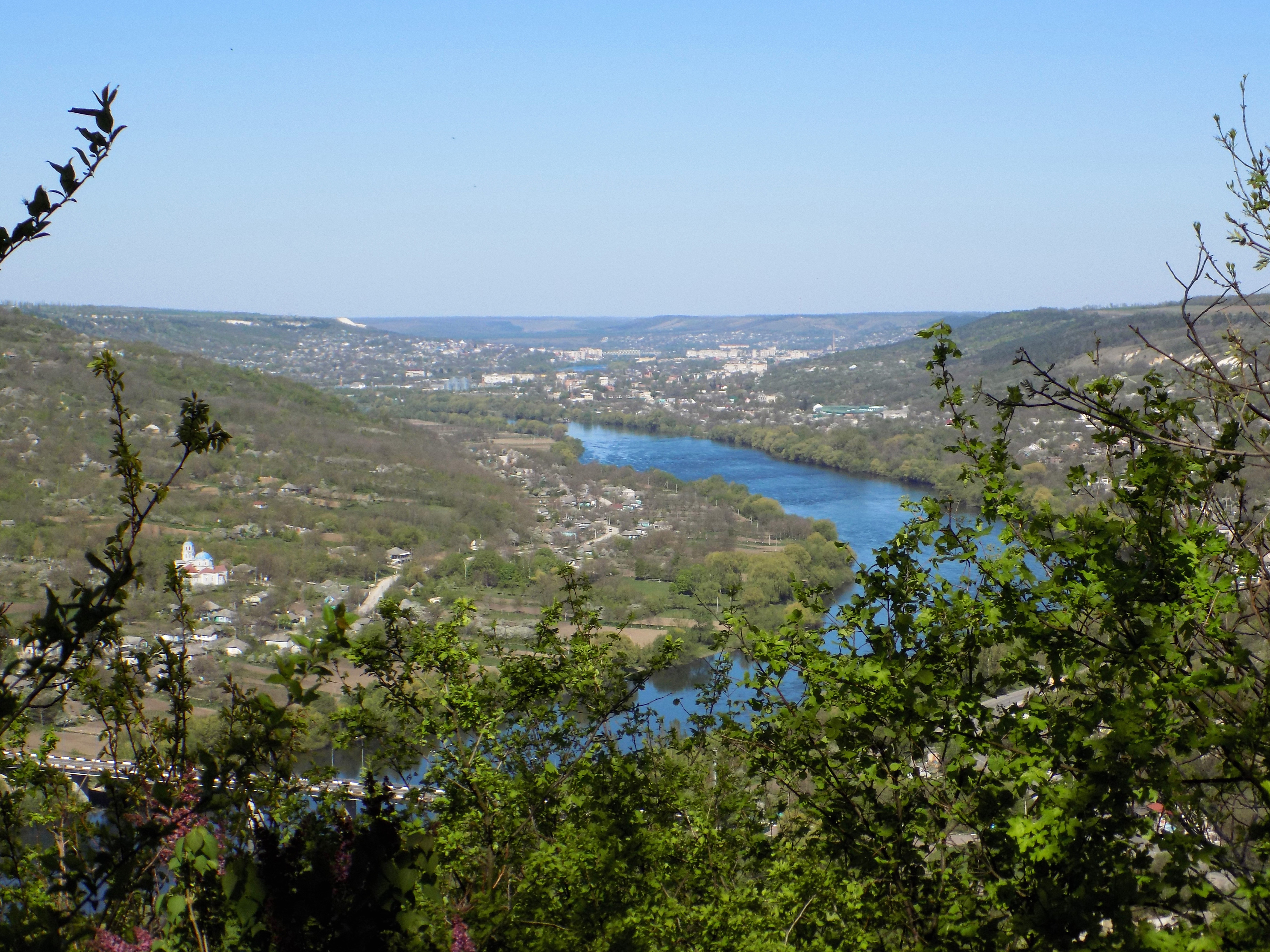
Blick auf Bronnyzja und den Dnister

Auf dem Gebiet des erstmals 1388 schriftlich erwähnten Dorfes sind Reste von Festungsmauern und unterirdischen Gängen erhalten geblieben, die bezeugen, dass hier einst eine Festung stand.
Die Ortschaft liegt auf einer Höhe von 63 m am linken (östlichen) Ufer des Dnister im Herzen Podoliens 11 km südöstlich vom Rajonzentrum Mohyliw-Podilskyj und 130 km südwestlich vom Oblastzentrum Winnyzja.
Durch das Dorf verläuft die Territorialstraße T–02–02. Eine Brücke mit Grenzübergang führt über den Dnister zur benachbarten Ortschaft Unguri im Rajon Ocnița der moldauischen Republik.
Am 12. Juni 2020 wurde das Dorf ein Teil der neugegründeten Stadtgemeinde Mohyliw-Podilskyj, bis dahin bildete es zusammen mit den Dörfern Hryhoriwka (Григорівка) und Oleniwka (Оленівка) sowie den Ansiedlungen Kryschtofiwka (Криштофівка) und Nowa Hryhoriwka (Нова Григорівка) die gleichnamige Landratsgemeinde Bronnyzja (Бронницька сільська рада/Bronnyzka silska rada) im Süden des Rajons Mohyliw-Podilskyj.

## Söhne und Töchter der Ortschaft
- Oleksandr Lotozkyj (21. März 1870 – 22. Oktober 1939), ukrainischer Kirchenhistoriker, Ökonom, Schriftsteller, Publizist, Diplomat und Minister der Ukrainischen Volksrepublik und des Ukrainischen Staates